# Gheorghe Argeșanu

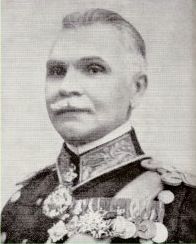
Gheorghe Argeșanu

Gheorghe Argeșanu (* 28. Februar 1884 in Caracal, Kreis Olt, Königreich Rumänien; † 27. November 1940 in Jilava, Kreis Ilfov, Königreich Rumänien) war ein rumänischer General und Politiker, der zwischen März und Oktober 1938 Minister für Nationale Verteidigung sowie im September 1939 für eine Woche Ministerpräsident Rumäniens war. Er war ein Gegner der von Corneliu Zelea Codreanu gegründeten antisemitischen faschistischen Eisernen Garde, von der er schließlich ermordet wurde.

## Leben
Gheorghe Argeșanu absolvierte nach dem Schulbesuch eine Offiziersausbildung und fand nach deren Abschluss zahlreiche Verwendungen als Offizier sowie Stabsoffizier der Kavallerie. Nach seiner Beförderung zum Oberstleutnant (Locotenent Colonel) am 1. September 1917 wurde er Chef des Stabes der 2. Kavalleriedivision und fungierte im Anschluss zwischen dem 1. April 1920 und 1921 als Chef des Stabes des Generalinspektion der Gendarmerie. Im Anschluss war er zwischen 1921 und 1922 Militärattaché an der Gesandtschaft im Japanischen Kaiserreich sowie nach seiner Rückkehr von April 1922 bis Oktober 1927 Kommandeur des in Călărași stationierten 2. Kavallerieregiments. Im Anschluss wurde er im Oktober 1927 Kommandeur des 3. Kavallerieregiments. Am 10. Mai 1931 wurde er zum Brigadegeneral (General de Brigada) befördert und 1932 zunächst Befehlshaber der 1. Kavalleriedivision in Arad sowie später Befehlshaber der 3. Kavalleriedivision, ehe er zwischen 1936 und 1937 Befehlshaber der 11. Infanteriedivision war. Er war vom 1. April bis zum 30. November 1937 Befehlshaber der Gardedivision und erhielt am 25. Dezember 1937 seine Beförderung zum Generalmajor (General Maior). 
Am 30. März 1938 wurde Argeșanu, der Mitglied der Front der nationalen Wiedergeburt FRN (Frontul Renașterii Naționale) war, Minister für Nationale Verteidigung (Ministru al Apărării Naționale) im Kabinett Cristea II und bekleidete dieses Ministeramt bis zum 14. Oktober 1938, woraufhin Generalmajor Nicolae Ciupercă seine Nachfolge antrat. Am 21. September 1939 löste er Armand Călinescu als Vorsitzender des Ministerrates (Președinte al Consiliului de Miniștri) ab und wurde dadurch Ministerpräsident Rumäniens. Dieses Amt hatte er jedoch nur eine Woche inne und wurde dann von Constantin Argetoianu abgelöst. Seinem Kabinett gehörten unter anderem Grigore Gafencu als Außenminister, Petre Andrei als Minister für Nationale Bildung sowie General Gheorghe Mihail als Unterstaatssekretär im Ministerium für Nationale Verteidigung an.
Im Anschluss war er 1939 Kommandierender General des II. Korps (Corpul II Armată). Am 6. Juni 1940 wurde er zum Generalleutnant (General Locotenent) befördert und am 8. Juni 1940 Mitglied des Obersten Militärrates, trat aber noch 1940 in den Ruhestand. Er war ein Gegner der von Corneliu Zelea Codreanu gegründeten antisemitischen faschistischen Eisernen Garde, von der er verhaftet und schließlich am 27. November 1940 beim Massaker von Jilava (Masacrul de la Jilava) ermordet wurde. Am 13. Juni 1945 wurde er posthum zum General befördert, wobei diese Beförderung auf das Datum seiner Ermordung am 27. November 1940 zurückdatiert wurde.